# Ramillies (Frankrijk)
Ramillies is een gemeente in het Franse Noorderdepartement (regio Hauts-de-France) en telt 514 inwoners (1999). De plaats maakt deel uit van het arrondissement Cambrai.

## Geografie
De oppervlakte van Ramillies bedraagt 5,1 km², de bevolkingsdichtheid is 100,8 inwoners per km².
De onderstaande kaart toont de ligging van Ramillies (Frankrijk) met de belangrijkste infrastructuur en aangrenzende gemeenten.

## Demografie
Onderstaande figuur toont het verloop van het inwonertal (bron: INSEE-tellingen).